# Welt (nyhetskanal)

Logo

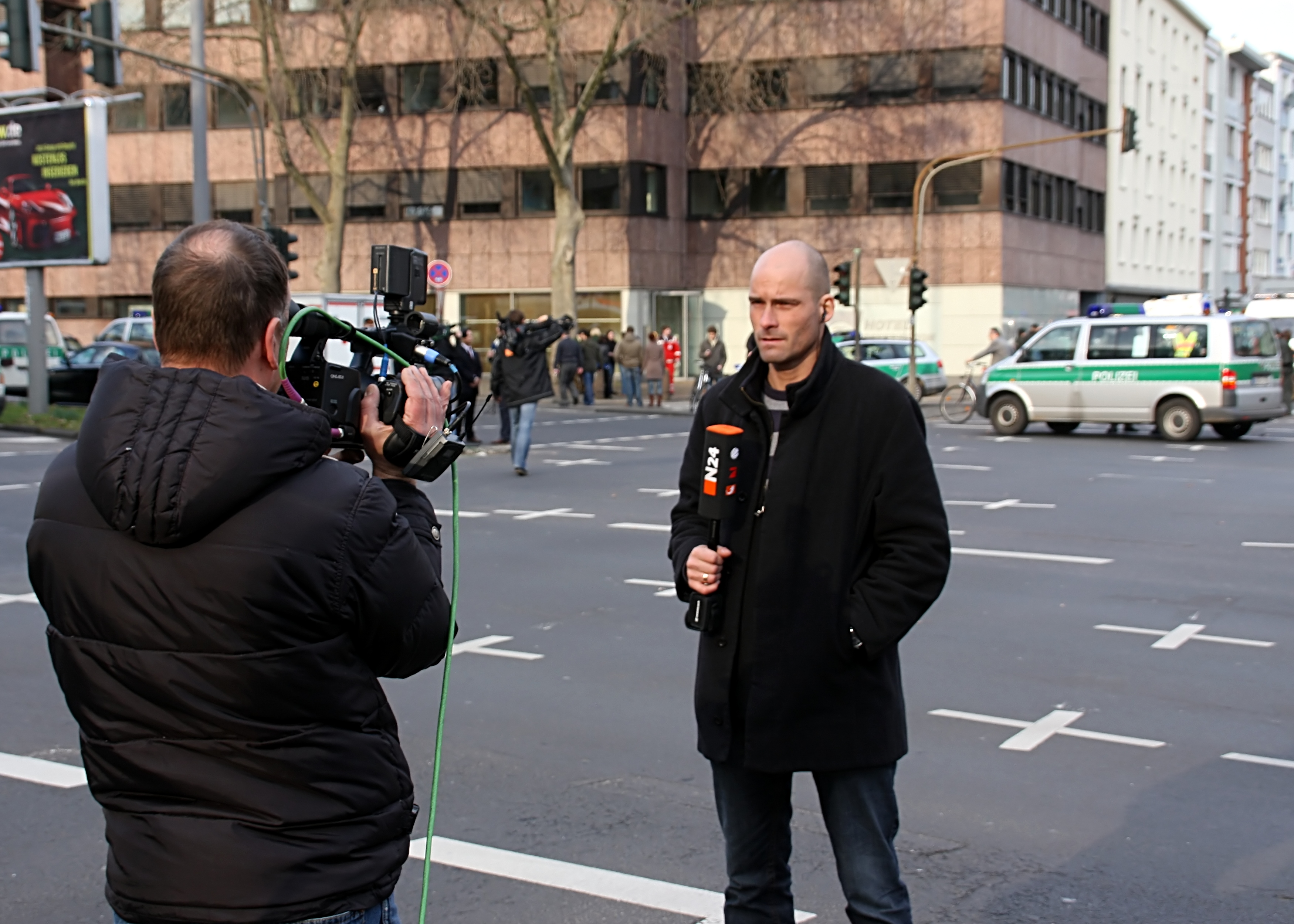
N24-reportage

Welt (Tyska för världen, fram till 18 januari 2018 N24) är en tysk nyhetskanal som började sända 24 januari 2000. Kanalen ingick fram till juni 2010 i ProSiebenSat.1 Media. Från juni 2010 ägs kanalen av N24 Media GmbH. Från januari 2015 ägs kanalen av WeltN24 GmbH.